# Voice (Band)
Voice ist eine deutsche Power-Metal-Band aus Markneukirchen in Sachsen.

## Geschichte
Die Band wurde 1989 gegründet. Ihr Name verweist auf den charakteristischen mehrstimmigen Gesang, der von Beginn an ein zentrales Element ihres Sounds war. Musikalisch verbindet Voice melodischen Power Metal mit progressiven und klassischen Metal-Einflüssen. Nach ersten Jahren mit Coversongs und stilistischer Findung nahm die Band 1996 ihr Debütalbum Prediction im Blue House Studio in Meerane auf. Das Album erschien zunächst in Eigenregie, wurde aber später von AFM Records offiziell veröffentlicht.
Mit den Folgealben Trapped in Anguish (1999) und Golden Signs (2001) gewann die Band zunehmend an Profil. Besonders Golden Signs, auf dem Stefan Schwarzmann (Ex-Helloween, Accept, Running Wild) das Schlagzeug einspielte, stellte einen musikalischen Höhepunkt dar. 
Voice tourte 2001 durch Frankreich und teilte sich im Laufe ihrer Karriere mehrfach die Bühne mit namhaften Band, darunter insbesondere Edguy, mit denen sie bei mehreren Konzerten gemeinsam auftraten. Nach eine Pause meldete sich Voice 2017 mit The Storm und Stefan Stockburger (ex-Cytotoxin) am Schlagzeug zurück. Nachdem es 2018 einen erneuten Wechsel am Schlagzeug gab und Sven "Leo" Leonhardt (Bergthron, Mannshoch, Dainty, Copeya, Kultheit) den Posten übernahm, erschien 2024 mit Holy or Damned das sechste Studioalbum der Band.

## Diskografie

### Studioalben
- 1996: Prediction
- 1999: Trapped in Anguish
- 2001: Golden Signs
- 2003: Soulhunter
- 2017: The Storm
- 2024: Holy or Damned

### Musikvideos
- 2017: The Storm
- 2024: The Silence of Prescience
- 2024: Schizo Dialogues